# Karp Zolotariov
Karp Ivánovich Zolotariov (en ruso: Карп Иванович Золотарёв, fl. último cuarto del siglo XVII) fue un pintor, diseñador de interiores y escultor en madera moscovita, empleado por el Posolsky prikaz y la Armería del Kremlin. Zolotariov fue el autor del Iconostasio de la Iglesia de la Transfiguración en el Monasterio Novodévichi y de la Iglesia de la Intercesión en Fili y de los icons del Monasterio Donskoi. Las pinturas que se conservan de Zolotariov, realizadas en el periodo que precedió a las reformas del Zar Pedro el Grande, representaron el puente entre la tradicional pintura de iconos de la Iglesia ortodoxa y la modernidad de la pintura realista introducida en Rusia en el siglo XVIII.

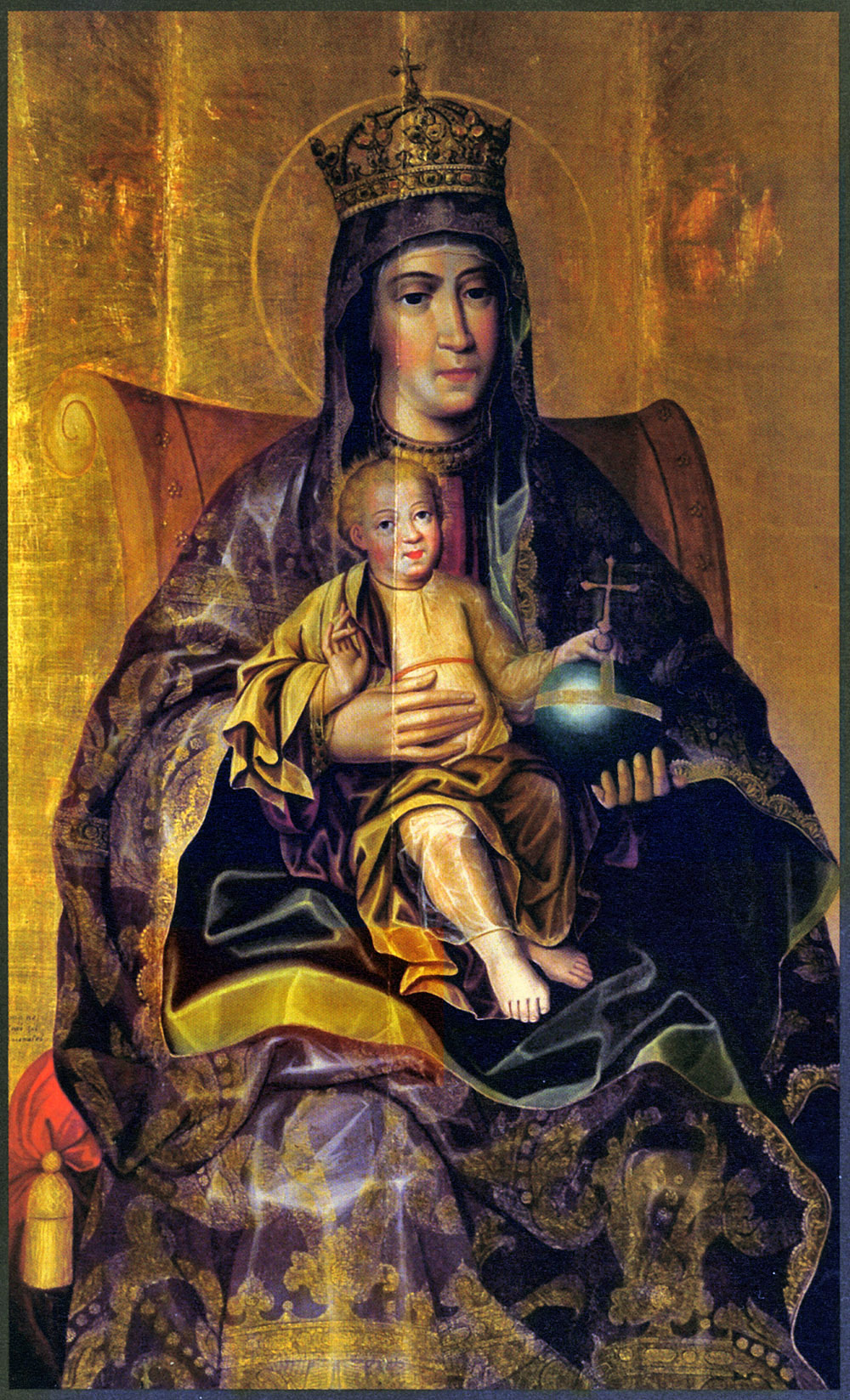
Theotokos y El Niño. Museo Andrey Rublyov.

Probablemente, el artista falleció o se retiró en 1698: en ese año su nombre desaparece de todos los registros oficiales; su plaza en el taller pasó a Ivan Refusitsky.